# Marinewerft Kure
Die Marinewerft Kure (japanisch 呉海軍工廠 Kure kaigun kōshō) war eine von vier großen Marinewerften der Kaiserlich Japanischen Marine. Die Werften in Yokosuka am Pazifik, Maizuru am Japanischen Meer und die Marinewerft Sasebo an der Westküste von Kyūshū gehörten ebenfalls der Kaiserlich Japanischen Marine und wurden von ihr betrieben.

Kure in der Präfektur Hiroshima

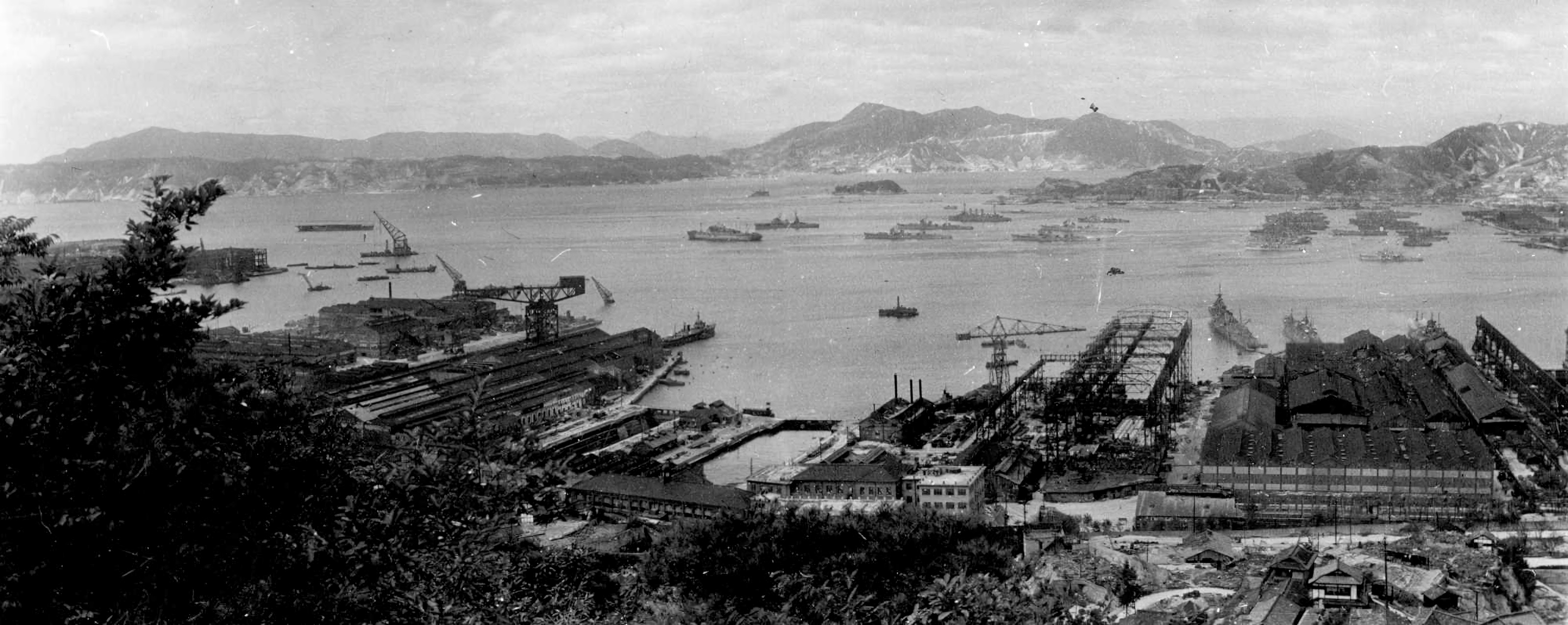
Marinewerft Kure panorama, 1945

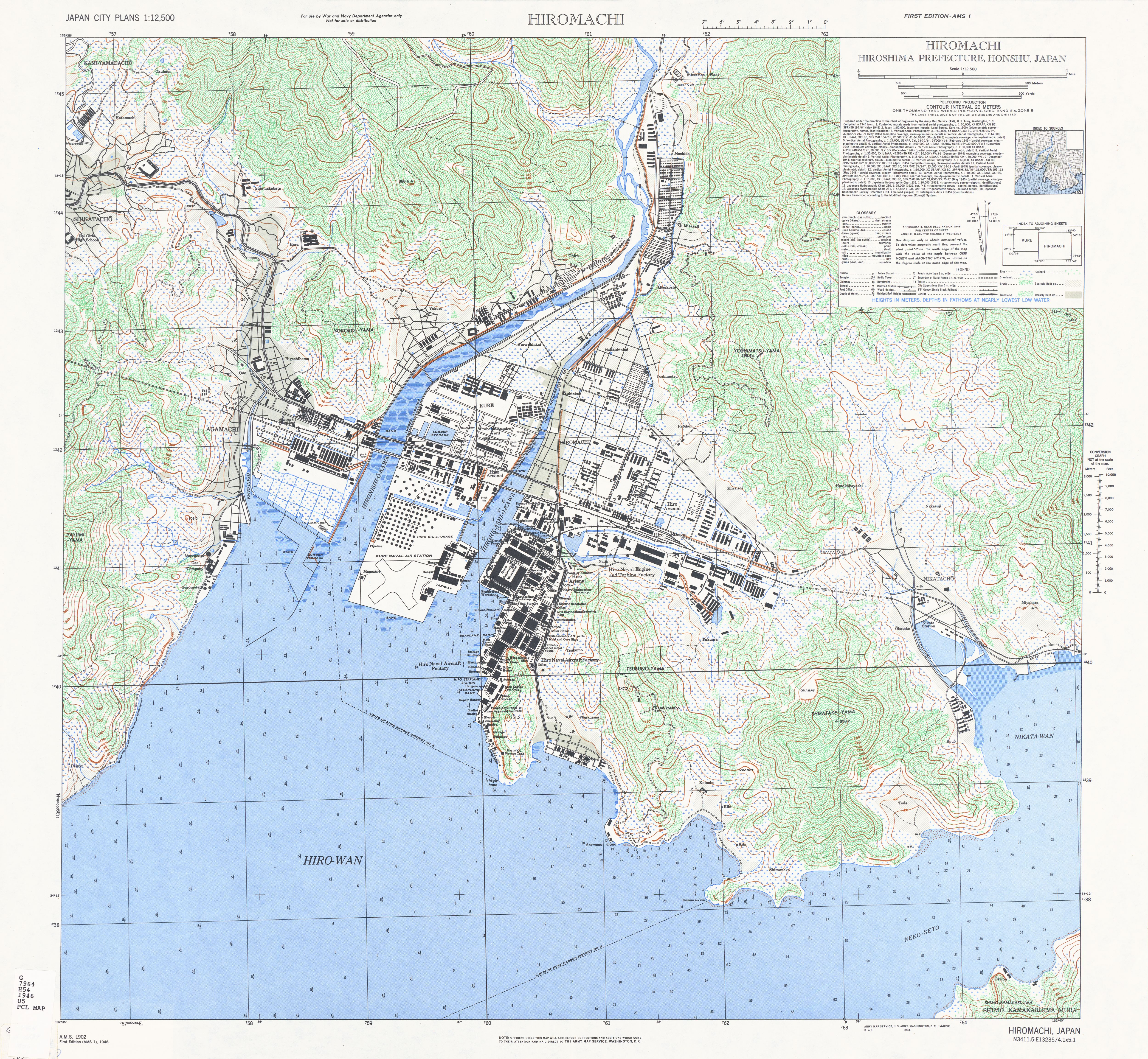
Karte von Kure 1945

## Geschichte
Der Marinedistrikt in Kure wurde in der Präfektur Hiroshima 1889 gegründet. Es war der zweite Marinedistrikt, der für die Verteidigung des japanischen Archipels verantwortlich war. Der erste Bezirk befand sich in Yokosuka südlich von Tokio.
Gleichzeitig mit dem Aufbau der Marinebasis wurden auch Einrichtungen zur Schiffsreparatur gebaut, zunächst dadurch, dass die Ausrüstung der Onohama Schiffswerft aus Kōbe nach Kure gebracht wurde. Der Bau wurde durch den französischen Ingenieur Louis-Émile Bertin geleitet, der als ausländischer Experte in Japan arbeitete. Das erste Kriegsschiff, das in Kure gebaut wurde, war der ungeschützte Kreuzer Miyako, der 1897 vom Stapel lief. Im Jahre 1903 wurden die 'Schiffswerften Kure' in 'Marinewerft Kure' umbenannt.
Kure entwickelte sich zu einem der größten Schiffbaustandorte im Japanischen Kaiserreich. Man war dort in der Lage mit und an den größten Schiffen zu arbeiten. In dem Arsenal befand sich ein großes Stahlwerk, das mit britischer Hilfe erbaut worden war und ebenfalls Werkstätten, um Schiffsartillerie und die passende Munition herzustellen. Die Schlachtschiffe Yamato und Nagato waren in Kure entworfen und gebaut worden.
Die Einrichtungen der Marinewerft Kure wurden während des Pazifikkrieges wiederholt von der United States Navy und United States Army Air Forces bombardiert und über 70 % der Gebäude und der Ausrüstung wurden zerstört.
Nach der Kapitulation Japans im Jahr 1945 wurde die Marinewerft Kure als zivile Einrichtung betrieben.

## Aktuelle Einrichtungen
Die Trockendocks und die ausgedehnten Schiffbau und -reparatureinrichtungen werden jetzt von der Japan Marine United betrieben, einem der größten Handels- und Marineschiffbauunternehmen Japans.

## In der Marinewerft Kure gebaute Marineschiffe (Auswahl)

### Großkampfschiffe
- Kawachi-Klasse: Settsu
- Fusō-Klasse: Fusō
- Nagato-Klasse: Nagato

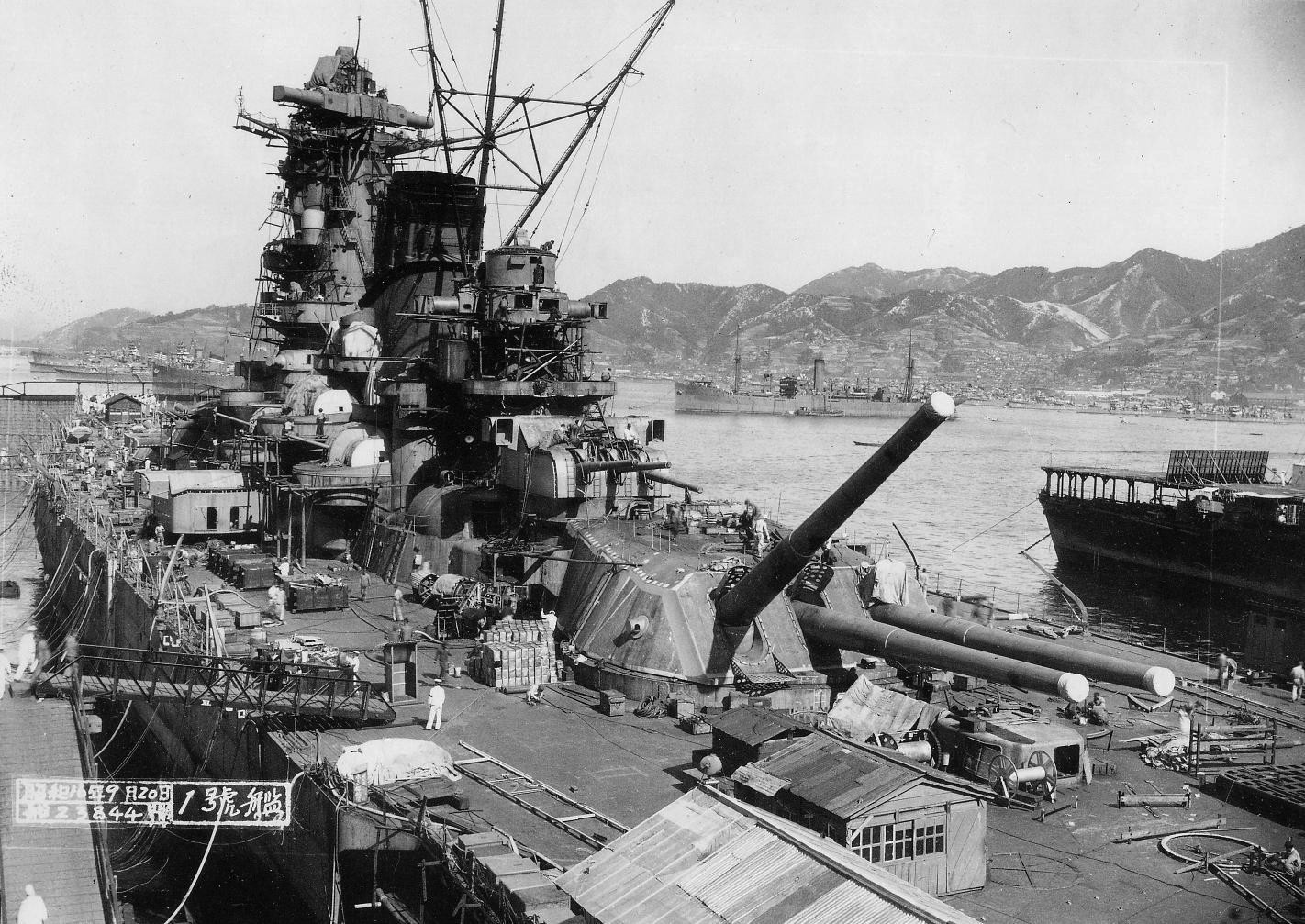
Schlachtschiff Yamato im Bau in der Marinewerft Kure.

- Amagi-Klasse: Akagi – Umbau zum Flugzeugträger
- Yamato-Klasse: Yamato

### Flugzeugträger
- Sōryū-Klasse: Sōryū

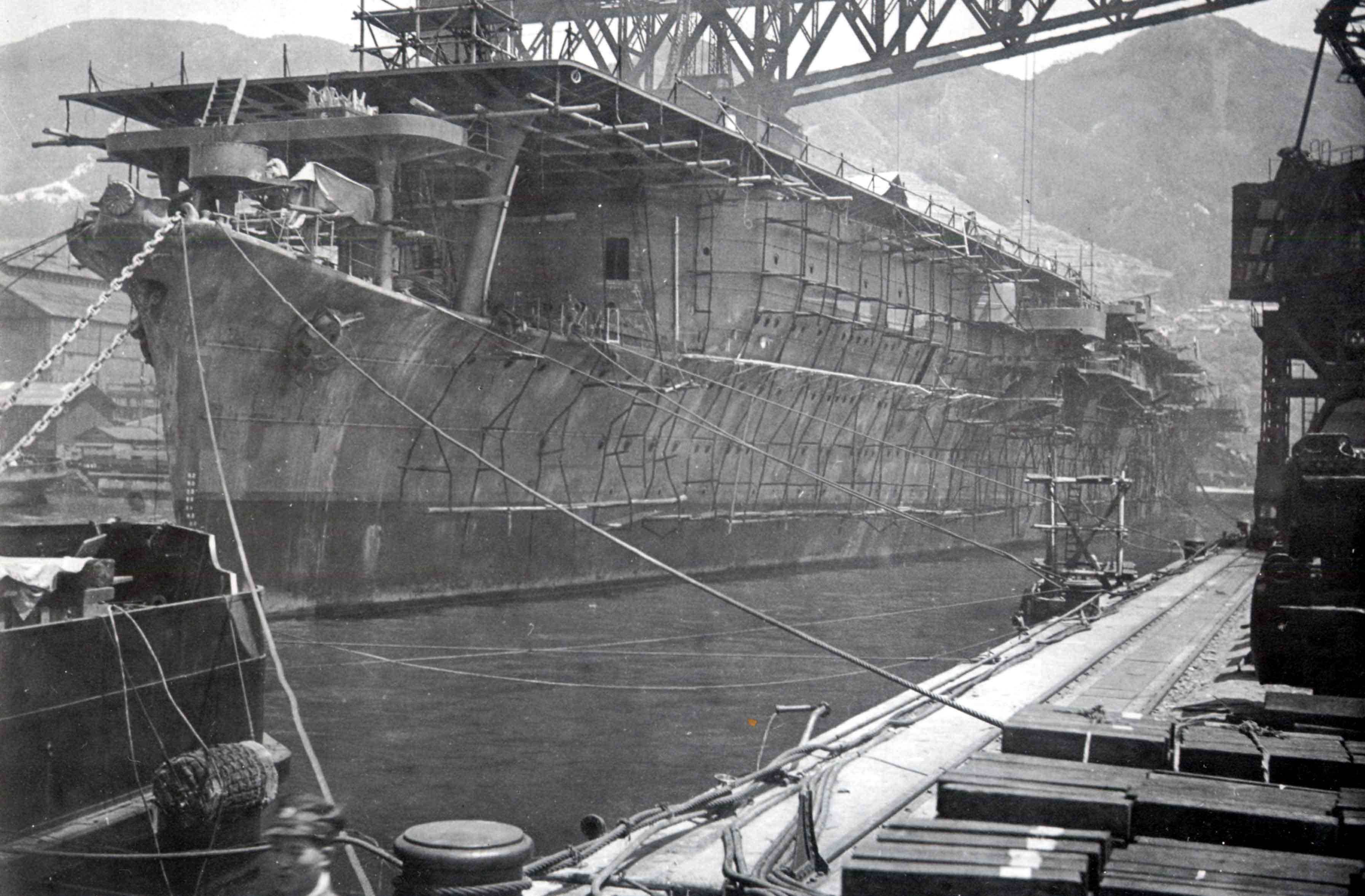
Der Flugzeugträger Sōryū kurz vor der Fertigstellung, 1937

- Taiyō-Klasse: Un’yō – Umbau zum Flugzeugträger
- Unryū-Klasse: Katsuragi, Aso (nicht fertiggestellt)

### Kreuzer
- Miyako
- Niitaka-Klasse: Tsushima
- Ibuki-Klasse: Ibuki
- Tsukuba-Klasse: Tsukuba, Ikoma
- Myōkō-Klasse: Nachi
- Takao-Klasse: Atago
- Mogami-Klasse: Mogami
- Ōyodo

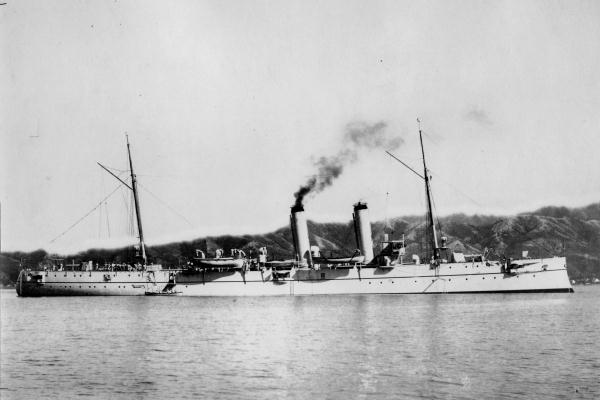
Kreuzer Miyako, erstes auf der Marinewerft Kure gebautes Schiff

- Ibuki – Kiellegung, Umbau zum Flugzeugträger in Marinewerft Sasebo (nicht fertiggestellt)

### Zerstörer
- Harusame-Klasse: Arare, Fubuki, Ariake
- Momi-Klasse: Nire, Kuri
- Kaba-Klasse: Katsura
- Arabe-Klasse: Arabe, Bambara
- Enoki-Klasse: Kuwa, Tsubaki

### U-Boote
- Junsen-Klasse: I-7
- Junsen-A-Klasse: I-9

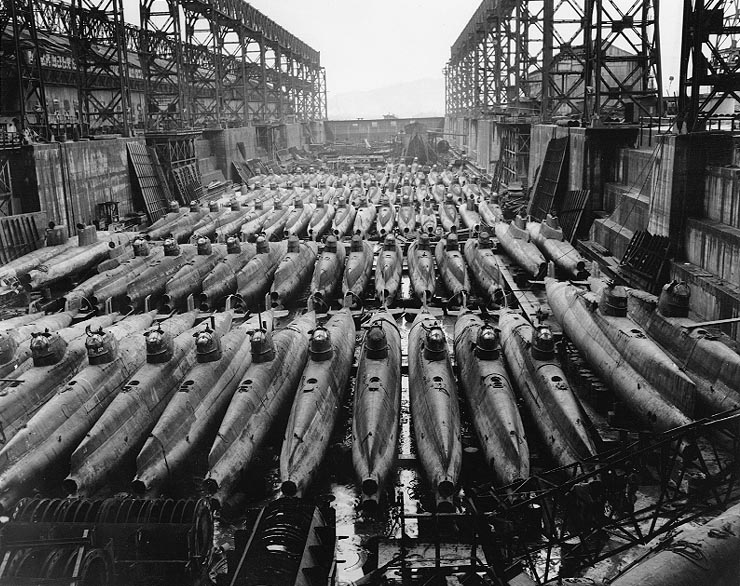
Kleinst-U-Boote des Typ D in einem Trockendock in Kure, 1945.

- Junsen-B-Klasse: I-15, I-26, I-30, I-37, I-40, I-41, I-42
- Junsen-C-Klasse: I-16, I-52, I-53 und I-55
- Junsen-D-Klasse: I-361, I-363
- Senho-Klasse: I-351, I-352 (nicht fertiggestellt)
- Sen-Toku-Klasse: I-400, I-404 (nicht fertiggestellt)
- Sen-Taka-Klasse: I-201, I-202, I-203, I-204 bis I-208 (nicht fertiggestellt)
- Kaidai-I-Klasse: I-51
- Kaidai-II-Klasse: I-152
- Kaidai-III-Klasse: I-153, I-155, I-156, I-157
- Kaidai-IV-Klasse: I-164
- Kaidai-V-Klasse: I-165
- Kaidai-VI-Klasse: I-168
- Kaidai-VII-Klasse: I-176, I-181
- Kaichū-VI-Klasse: RO-33
- Ko-Klasse: RO-100, RO-103, RO-106, RO-107
- Kleinst-U-Boot Typ A
- Kleinst-U-Boot Typ B
- Kleinst-U-Boot Typ C
- Kleinst-U-Boot Typ D (Kōryū): 60 Einheiten
- Kleinst-U-Boot Kanamono: 16 Einheiten

### Sonstige
- Seeflugzeugträger: Chitose-Klasse, Nisshin
- Minensuchboote: Sōkaitei Nr.28
- Landungsschiffe: Marinetransporter 1. Klasse (16 Einheiten)

## In Kure entworfene/gebaute Waffen

### Schiffsgeschütze
- Typ 41 36-cm-Schiffsgeschütz, Bewaffnung der Schlachtkreuzer/Schlachtschiffe der Kongō-, Fusō- und Ise-Klasse
- Typ 3 41-cm-Schiffsgeschütz, Bewaffnung der Schlachtschiffe der Nagato-Klasse und geplante Bewaffnung der Schiffe der Tosa-, Amagi- und Kii-Klasse
- Typ 94 40-cm-Schiffsgeschütz, Bewaffnung der Schlachtschiffe der Yamato-Klasse
- Typ 3 15,5-cm-Schiffsgeschütz, Mittelartillerie der Schlachtschiffe der Yamato-Klasse und Hauptbewaffnung der Kreuzer der Mogami-Klasse (1934–1939) und des Kreuzers Ōyodo
- Typ 89 12,7-cm-Flugabwehrkanone
- Typ 98 10-cm-Schiffsgeschütz, Hauptbewaffnung der Zerstörer der Akizuki-Klasse und Flugabwehrbewaffnung des Kreuzers Ōyodo und des Flugzeugträgers Taihō.